# Nicholas Grimshaw
Nicholas Grimshaw (Hove, 9 de octubre de 1939) es un arquitecto británico. Es el socio principal del estudio Nicholas Grimshaw & Partners.

## Biografía
- 1959/62: estudia en el Edimburgh College of Art.
- 1962/65: se forma en la Architectural Association School of Architecture, a la que acude después de haber conseguido una beca de estudios concedida por el Arcuk (Architects' Registration of the United Kingdom); en la Architectural Association gana otras becas que le permiten viajar a Suecia en 1963 y a los Estados Unidos en 1964.
- 1965: obtiene un diploma de Arquitectura ad honorem y gana una medalla de bronce atribuida por la francesa Société d'Architectes Diplomés par le Gouvernement (Sadg), por una de las tres mejores tesis presentadas en la Architectural Association.
- 1967: se convierte en asociado del RIBA.
- 1965/80: es socio de Terence Farrell en Londres, hasta que en 1980 se separa profesionalmente de Farrel para convertirse en socio principal del estudio Nicholas Grimshaw & Partners.
- 1988: es Fellow de la Chartered Society of Designers.
- 1993: se le concede el Honorary Doctorate of Letters en la University of South Bank de Londres y el título de CBE (Comandante del Imperio Británico).
- 1994: es elegido vicepresidente de la Architectural Association, miembro de la Royal Accademy y del American Institute of Architects.

## Proyectos seleccionados

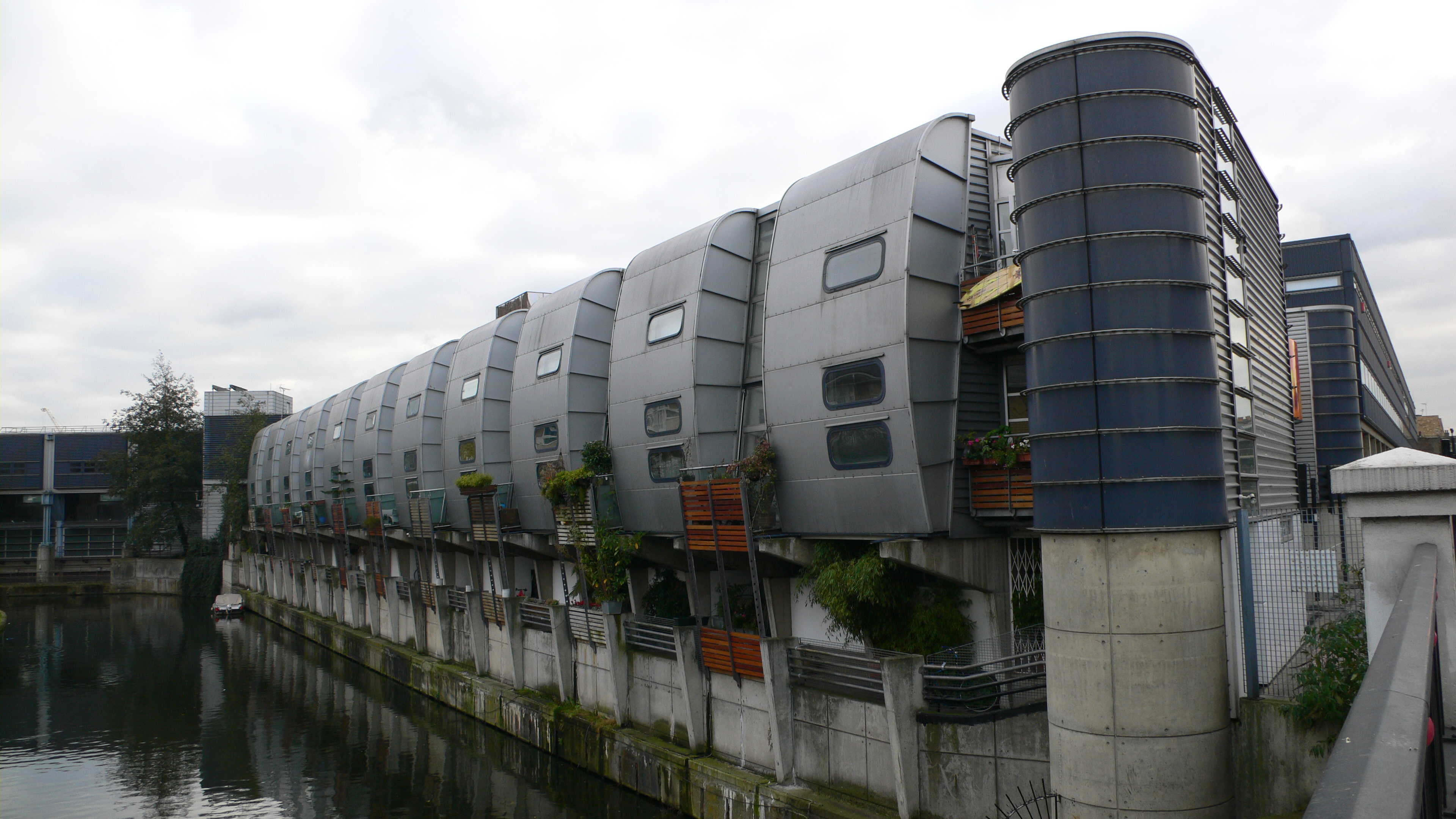
Pisos en Camden Town detrás de Sainsburys.

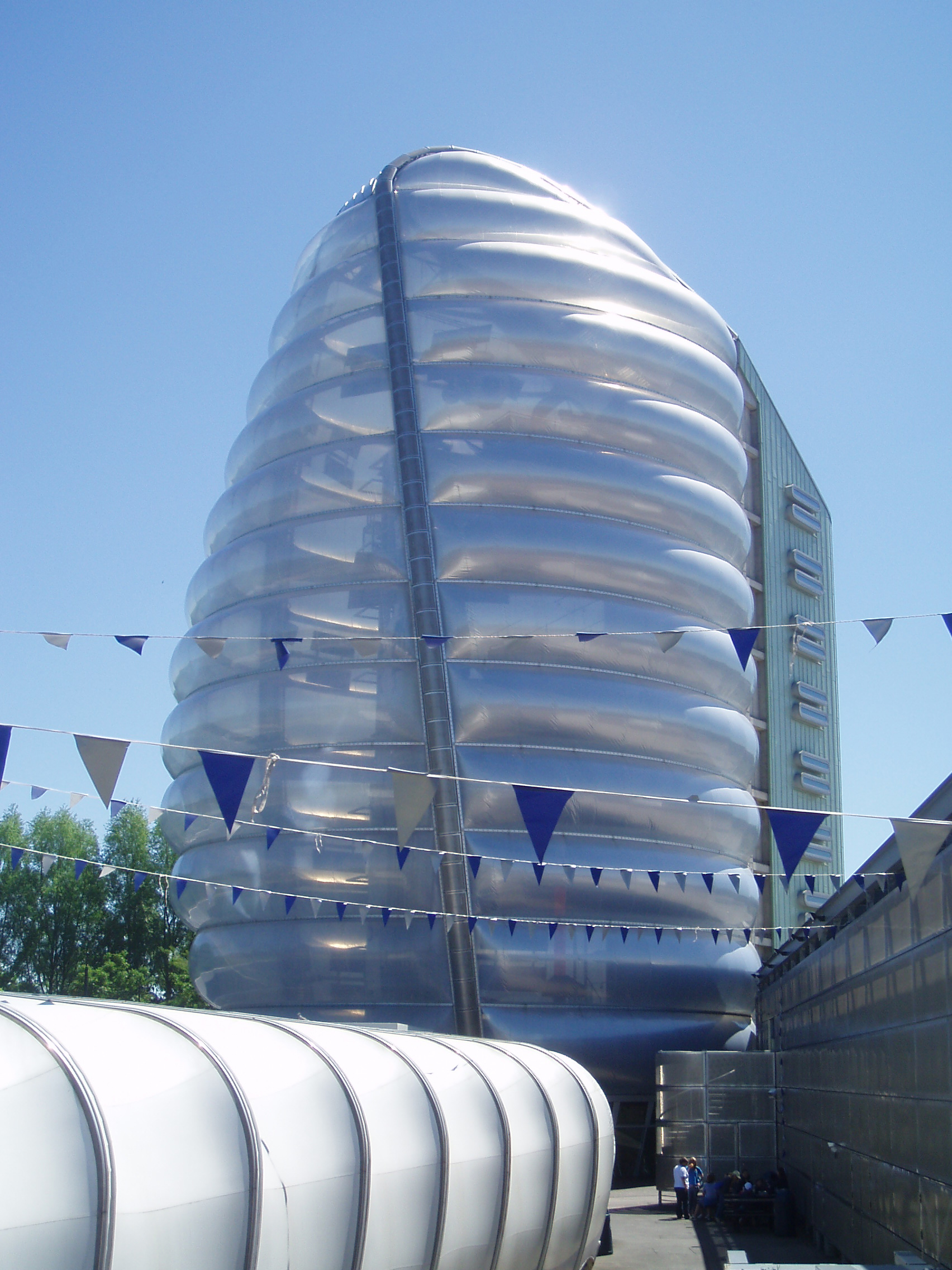
Centro espacial en Leicester.

- 1976 Fábrica Herman Miller, Bath, Reino Unido.
- 1979-1980 Sede BMW (UK), Bracknell, Reino Unido.
- 1981 Fábrica Vitra, Weil-am-Rhein, Alemania.
- 1987-1988 Oficinas del Financial Times, Londres, Reino Unido.
- 1988-1993 Estación ferroviaria de Waterloo, Londres, Reino Unido.
- 1990-1992 Pabellón Británico en la Expo 92, Sevilla, España.
- 1995-1999 Aeropuerto de Mánchester, Mánchester, Reino Unido.
- 1996-2001 Proyecto Eden, Cornualles, Reino Unido.
- 1997-2001 Ijburg Bridges, Ámsterdam, Países Bajos.
- 1997-2003 Bath Spa, Bath, Reino Unido.
- 1998-2004 Sede Fundación Caixa Galicia. 1.er premio, La Coruña, España.
- 2000-2007 Battersea Power Station, Londres, Reino Unido.

## Premios
- 1989: Premio nacional Royal Institute of British Architecture (RIBA), por los edificios: Financial Times Print Works, Docklands de Londres.
- 1994 Premio de Arquitectura Contemporánea Mies van der Rohe de la Unión Europea por la Estación ferroviaria de Waterloo, Londres, Reino Unido.
- 1993/2000: recibe varios premios entre los que destacan: RIBA, Structural Steel Design Award, Civic Trust Award, British Construction Industry Award, Royal Fine Art Commission/Sunday Times Building of the Year Award.